# Мелітта Бруннер
Мелітта Бруннер  (нім. Melitta Brunner, 28 січня 1907 — 26 травня 2003) — австрійська фігуристка, олімпійська медалістка.

## Виступи на Олімпіадах
| Олімпіада        | Дисципліна       | Місце |
| ---------------- | ---------------- | ----- |
| Санкт-Моріц 1928 | одиночний розряд | 7     |
| Санкт-Моріц 1928 | парне катання    | 3     |